# Tricarpelema pumilum
Tricarpelema pumilum är en himmelsblomsväxtart som först beskrevs av Hallier f., och fick sitt nu gällande namn av Robert Bruce Faden. Tricarpelema pumilum ingår i släktet Tricarpelema och familjen himmelsblomsväxter. Inga underarter finns listade.